# Alas Nacionales
Alas Nacionales SA ("National Wings" in spagnolo) era una compagnia aerea con sede a Puerto Plata che operava voli charter tra la Repubblica Dominicana e la Germania. La compagnia aerea fungeva da rappresentante della turca Birgenair.

## Storia
Nell'estate del 1994, il tour operator tedesco Öger Tours, fondato dall'imprenditore turco-tedesco Vural Öger, e la piccola compagnia aerea tedesca Ratioflug avviarono una cooperazione per offrire voli charter low cost dalla Germania alla Repubblica Dominicana nell'inverno 94/95. Il Ministero federale tedesco dei trasporti concesse i diritti delle rotte aeree a Ratioflug per un periodo di sei mesi. Poiché Ratioflug non possedeva alcun aereo con capacità e autonomia corrispondenti, noleggiò un Boeing 757-200 dalla compagnia aerea turca Birgenair per questi voli.
Per continuare i voli charter nella successiva stagione invernale, Öger Tours e Birgenair avviarono una cooperazione con Alas Nacionales nell'estate del 1995. Questa compagnia aerea dominicana era stata fondata a Puerto Plata dal finlandese Matti Puhakka e altri sei azionisti all'inizio di quell'anno. La compagnia possedeva un certificato di operatore aereo, ma non possedeva alcun aereo, così venne concordato che Birgenair avrebbe organizzato e gestito i voli di Alas Nacionales. In cambio, a Matti Puhakka e ai suoi soci in affari fu offerta una remunerazione di 10 DM per passeggero registrato. Dopo che Alas Nacionales ricevette i diritti di traffico per la Germania, la compagnia aerea noleggiò ufficialmente un Boeing 767-200ER da Birgenair. Il 25 ottobre 1995 l'aereo turco fu registrato nella Repubblica Dominicana come HI-660CA. Una settimana dopo iniziarono i voli per la Germania, effettuati da equipaggi turchi.
A causa di una pompa idraulica difettosa il 767 non era disponibile per operare il volo Birgenair 301, in partenza da Puerto Plata e diretto a Francoforte passando per Berlino, il 6 febbraio 1996, quindi la compagnia dovette servirsi del Boeing 757-200 della Birgenair. A causa della minore autonomia di questo tipo si pianificò una sosta a Gander per il rifornimento. L'aereo si schiantato poco dopo il decollo dall'aeroporto di Puerto Plata. Birgenair aveva noleggiato questo Boeing 757 nel novembre 1995 alla compagnia aerea argentina Servicios de Transportes Aéreos Fueguinos (STAF) e lo aveva utilizzato in cinque voli tra la Repubblica Dominicana e Buenos Aires fino al gennaio 1996. Successivamente l'aereo, per via del numero insufficiente di passeggeri da imbarcare, rimase a Puerto Plata.
Entrambe le compagnie aeree sospesero le loro attività e alla fine chiusero lo stesso anno dopo l'incidente.

## Flotta
- 1 Boeing 757-200 (noleggio a breve termine da Birgenair, schiantatosi in seguito come volo 301)
- 1 Boeing 767-200ER (affittato da Birgenair)[5]

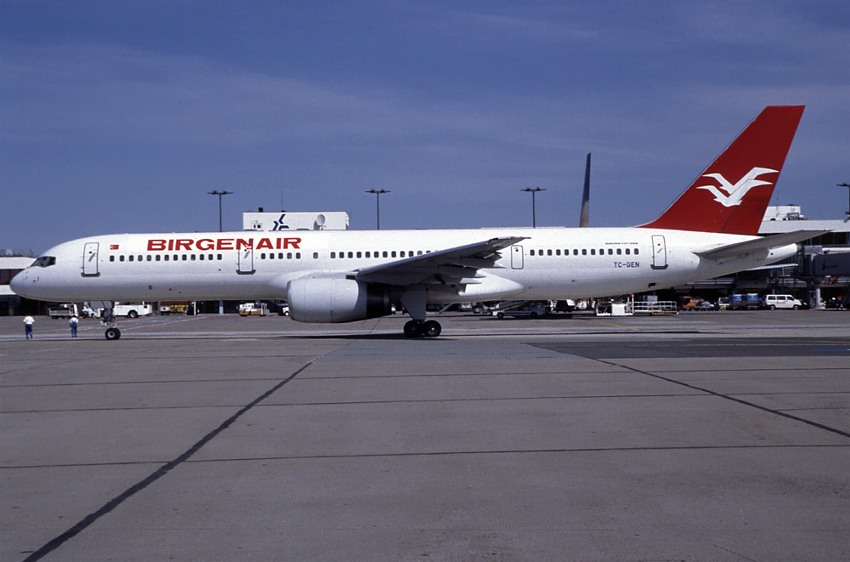
TC-GEN, l'aereo utilizzato per il volo Birgenair 301.

## Incidenti
- Il 6 febbraio 1996 il volo Alas Nacionales 301 (operato come volo Birgenair 301) era diretto a Francoforte, ma si schiantò poco dopo il decollo dall'aeroporto di Puerto Plata nell'Oceano Atlantico a 26 chilometri dalla costa. Tutti i 176 passeggeri e i 13 membri dell'equipaggio, tra cui 154 tedeschi e 9 polacchi, morirono. Si scoprì che uno degli indicatori di velocità del Boeing 757-200 non funzionava correttamente, confondendo i piloti sul fatto che la velocità dell'aereo fosse troppo elevata o troppo lenta. La massiccia pubblicità negativa su Birgenair e altri tour operator a basso prezzo in Germania in seguito al disastro causò un forte calo delle prenotazioni, così la compagnia fallì e chiuse i battenti verso la fine del 1996.[6]